# Charactopygus maroccanus
Charactopygus maroccanus är en mångfotingart som beskrevs av Carl Graf Attems 1914. Charactopygus maroccanus ingår i släktet Charactopygus och familjen Spirostreptidae. Inga underarter finns listade i Catalogue of Life.